# Bernat Vilaplana
Bernat Vilaplana est un monteur et scénariste espagnol.

## Biographie
Bernat Vilaplana a remporté à deux reprises le prix Goya du meilleur montage : en 2007 pour Le Labyrinthe de Pan et en 2013 pour Lo Imposible.
En 2023, il participe au scénario du film Le Cercle des neiges de Juan Antonio Bayona, adaptation du livre de Pablo Vierci, produit par Belén Atienza et Sandra Hermida, qui représente l'Espagne à la 96e cérémonie des Oscars.

## Filmographie partielle
- 2001 : L'Échine du Diable (El espinazo del diablo) (assistant monteur)
- 2002 : Darkness (premier assistant monteur)
- 2003 : Beyond Re-Animator
- 2004 : Yo Puta
- 2005 : Morir en San Hilario de Laura Mañá
- 2005 : La Nonne (La Monja)
- 2006 : Le Labyrinthe de Pan (El Laberinto del fauno)
- 2007 : La Zona, propriété privée (La zona)
- 2008 : Hellboy 2
- 2012 : The Impossible (Lo Imposible)
- 2013 : Mariah Mundi and the Midas Box
- 2013 : Open Windows
- 2015 : Crimson Peak
- 2018 : Jurassic World: Fallen Kingdom de Juan Antonio Bayona
- 2023 : Le Cercle des neiges (La Sociedad de la nieve) de Juan Antonio Bayona